# 沃靈頓 (新澤西州)
沃靈頓（英語：Wallington）是位於美國新澤西州伯根縣的自治市鎮。

## 人口
根據2020年美國人口普查的數據，沃靈頓的面積為2.71平方千米，當中陸地面積為2.57平方千米，而水域面積為0.14平方千米。當地共有人口11868人，而人口密度為每平方千米4,379人。